# Inagua
Inagua es un distrito sur de las Bahamas, que comprende las islas de Gran Inagua y Pequeña Inagua.

## Isla Gran Inagua

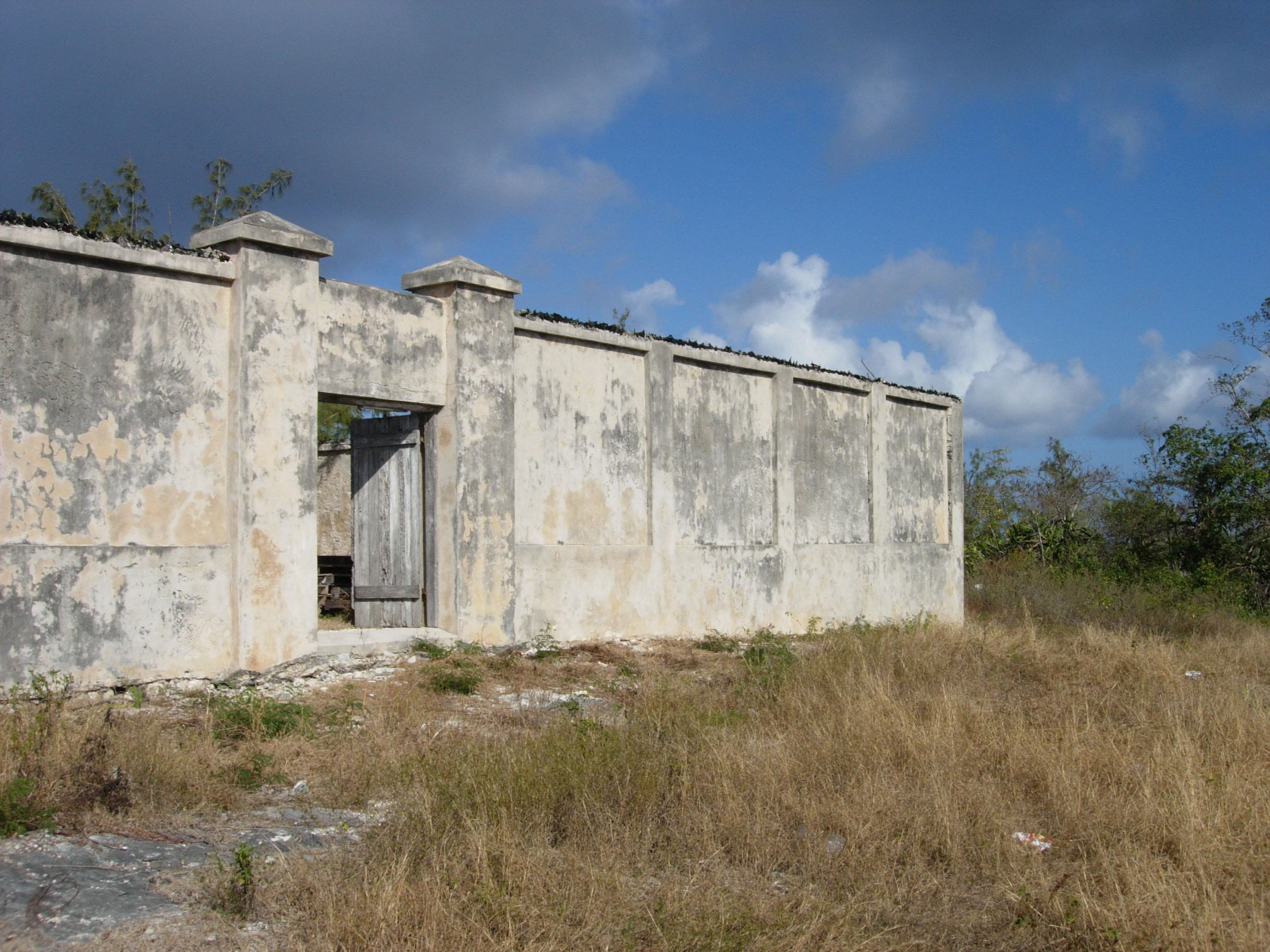
Vieja prisión en Matthew Town, Gran Inagua.

Gran Inagua es la tercera isla más grande de las Bahamas con 1.544 km² (596 millas cuadradas) y está a unos 90 km (55 millas) desde el extremo oriental de Cuba. La isla es de aproximadamente 90 x 30 km (55 x 19 millas) de extensión, el punto más alto está a 33 m (108 pies) en East Hill. Incluye varios lagos, en particular, uno de 19 km (12 millas) de largo: Lago Rosa (también llamado el Lago Windsor), que ocupa cerca de 1 / 4 del interior. La población de Gran Inagua es de 969 personas (censo de 2000).
La capital de la isla, y su único puerto es la localidad de Matthew Town (Ciudad Mateo), el nombre de Matthew Town proviene de un gobernador de las Bahamas del siglo XIX. Esta ciudad alberga las principales instalaciones de la empresa Sal Morton, la producción es de un millón de toneladas de sal marina al año - la segunda más grande operación de la solución salina solar en América del Norte y la principal industria de Inagua. El Aeropuerto de  Gran Inagua (IATA: IGA, la OACI: MYIG) se encuentra cerca.
Existe un gran santuario de aves en el centro de la isla con una población de más de 80.000 flamencos de las Indias Occidentales y de muchas otras aves exóticas, tales como la espátula rosada, pelícanos, garzas, garcetas, patos y Bahama Pintail.

## Isla Pequeña Inagua

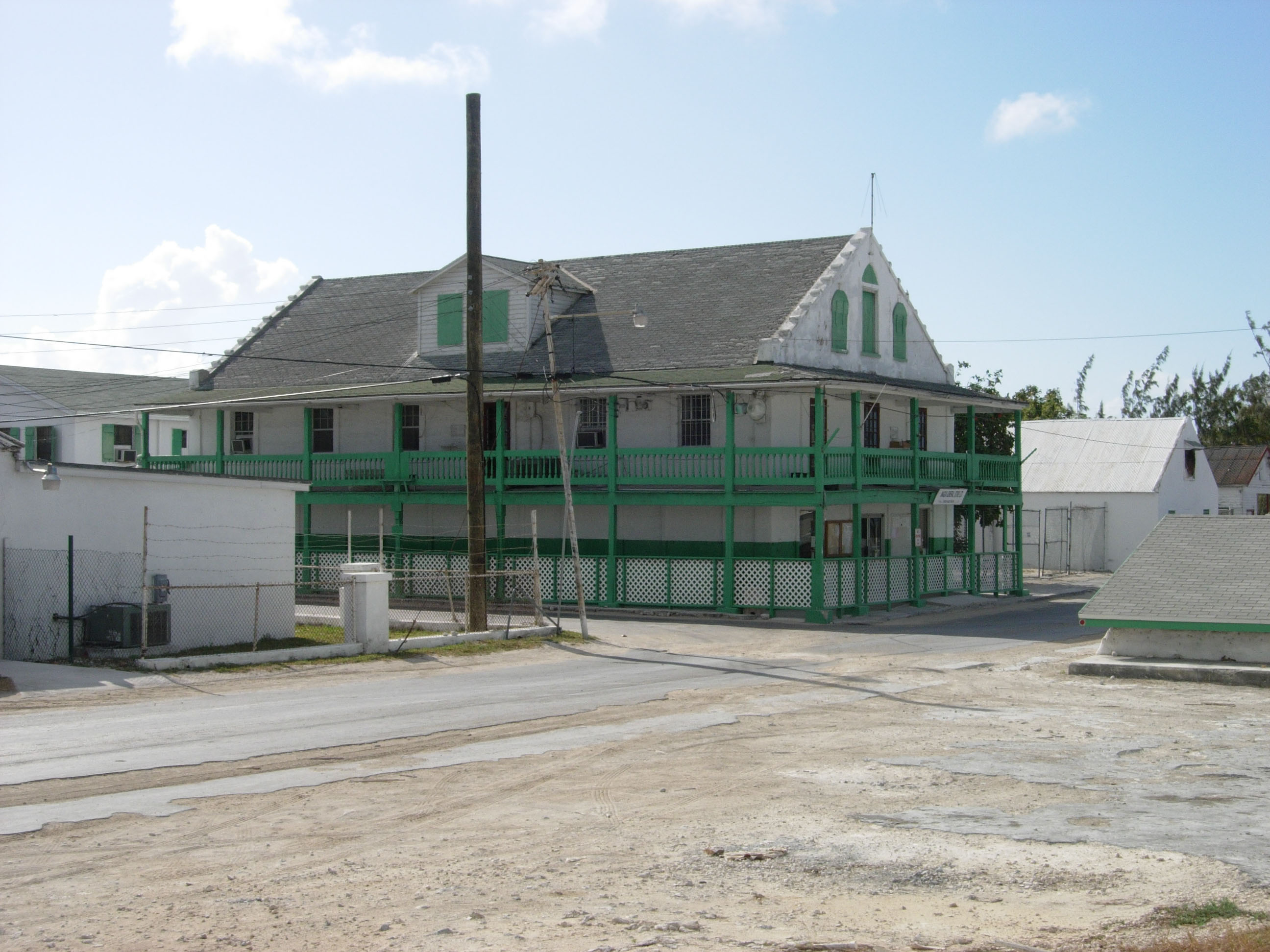
Tienda de comestibles en Matthew Town, Gran Inagua.

La vecina Pequeña Inagua esta a 8 km (cinco millas) al noreste, está deshabitada, es de 78 km² (30 millas cuadradas) y tiene rebaños de cabras y burros salvajes (descendientes de algunos traídos por los franceses). Pequeña Inagua tiene un gran arrecife de protección que impide que los barcos procedentes lleguen demasiado cerca.
El original nombre de colonos Heneagua se deriva de una expresión española que significa "el agua se encuentra allí".
Una Leyenda local cuenta que el ex tirano haitiano Henri Christophe, rey de Haití desde 1811 hasta 1820, escondió su tesoro en el noreste de Gran Inagua el punto donde había un retiro de verano.
Se ha Documentado que varios buques cargados de tesoros fueron destruidos en los arrecifes Inaguanos entre los años 1500 y 1825. Los dos más valiosos tesoros de las Inaguas son de galeones españoles cargados como: Santa Rosa (1599) y la infanta (1788). Otros buques de gran valor fueron los británicos HMS Statira y el HMS Lowestoffe en 1802, y el francés Le Conde De Paz en 1713.